# De bazige blauwbaard
De bazige blauwbaard is een  stripverhaal uit de reeks van Jerom, uitgegeven door de Standaard Uitgeverij in 1984.

## Locaties
- Clubhuisje van Dolly, Astroid[1], planeet van Blauwbaard, kasteel van Blauwbaard, kasteel voor mishandelde vrouwen, kasteel van Sorceline

## Personages
- Jerom, Dolly, Astrotol, kinderen, Blauwbaard, vrouwen van Blauwbaard, Sorceline (heks),

## Het verhaal
De kinderen zijn weer bijeen in het clubhuisje van Dolly en zij wil over Blauwbaard van Charles Perrault vertellen. De kinderen vertellen dat ze hierover al hebben gehoord, maar wel willen weten hoe het met de vrouwen is afgelopen. Dolly wil dan met Jerom in de tijmtrotter naar Astrotol om hier meer over te weten te komen. Ze gaan naar Astroid en Astrotol vertelt dat een vrouw van Blauwbaard de vorige vrouwen van haar man vond in een kamer waar ze niet naar binnen mocht gaan. Blauwbaard heeft de vrouwen vermoord. De broers van de vrouw kunnen voorkomen dat de vrouw ook zelf wordt vermoord. Astrotol weet echter niet wat er daarna is gebeurd en Dolly en Jerom besluiten er naar toe te gaan met de tijmtrotter. Een geheimzinnig figuur vertelt dat de sleutel van de geheime kamer in de slotgracht is geworpen door de laatste vrouw van Blauwbaard. Dolly en Jerom gaan de sleutel zoeken, maar een enorme snoek slaat Jerom bewusteloos. Dolly brengt hem naar de kant.
Dolly vindt de sleutel en is verbaasd dat ze Jerom nog altijd bewusteloos aantreft op de kant. Ze gaat met de sleutel naar de geheime kamer en opent deze. Dan duwt de geheimzinnige figuur haar de kamer in. Het blijkt Blauwbaard te zijn en hij vertelt dat hij zijn vrouwen met een slaapmiddel had bedwelmd. Ze blijken verdwenen te zijn en hebben zijn schat meegenomen. Dan benadert een kraai Blauwbaard en vertelt dat zijn meesteres verliefd op hem is. Ze wil hem helpen als Blauwbaard met haar trouwt. Jerom en Dolly vinden de vrouwen met de tijmtrotter. Ze vertellen dat ze naar het kasteel voor mishandelde vrouwen gaan, maar ze zijn bang. Ze moeten namelijk nog door het gebied van Sorceline, deze heks zal Blauwbaard vermoedelijk helpen. Jerom en Dolly bieden aan hen te helpen. 
Sorceline valt de vrouwen aan met toverkracht en Jerom en Dolly doen hun best om de vrouwen te beschermen. Ze hebben grote moeite aan om de toverkracht te ontkomen. Jerom beseft dat alleen Astrotol de heks zal kunnen verslaan en hij vertrekt met de tijmtrotter naar Astroid. Astrotol heeft moeite met toveren en hij leest snel wat toverboeken door. Samen gaan ze naar de planeet van Blauwbaard en er begint een duel tussen Astrotol en Sorceline. Met een list lukt het Astrotol om van de heks te winnen. Blauwbaard volgt alles via een glazen bol en hij gaat naar de vrouwen. Astrotol geeft hem een toverdrank waarna hij een ander mens wordt. Jerom is stomverbaasd om te zien dat al zijn vrouwen om hem gaan vechten. Astrotol knipt wat haren van de baard van Blauwbaard en maakt hier klonen van. Zo heeft elke vrouw een eigen Blauwbaard. Dolly en Jerom brengen Astrotol terug naar Astroid en gaan naar huis. De kinderen komen later langs en Dolly vertelt hoe het met de vrouwen is vergaan.